# Solomonophila vulgaris
Solomonophila vulgaris là một loài bướm đêm trong họ Geometridae.